# آتشفشان مالینائو
آتشفشان مالینائو (به لاتین: Malinao Volcano) یک منطقهٔ مسکونی در فیلیپین است که در آلبای واقع شده‌است. آتشفشان مالینائو ۱٬۵۴۸ متر بالاتر از سطح دریا واقع شده‌است.